# Palmarès del Club de Fútbol América
Il Club de Fútbol América, meglio noto come Club América o più semplicemente América, è una società di calcio di Città del Messico.
Nel suo palmarès può annoverare, a livello nazionale, la vittoria di 15 campionati messicani, 5 Coppe del Messico, 6 Supercoppe del Messico e una InterLiga, mentre a livello internazionale vanta la vittoria di 7 CONCACAF Champions' Cup/Champions League (record continentale alla pari con i connazionali del Cruz Azul), una CONCACAF Giants Cup e 2 Coppe Interamericane, per un totale di 10 trofei continentali (record). Conta inoltre 3 partecipazioni alla Coppa del mondo per club FIFA, dove il miglior risultato è il quarto posto ottenuto nel 2006 e nel 2016.

## Competizioni nazionali
- Campionato messicano: 15  (record)

1966, 1971, 1976, 1984, 1985, Prode 1985, 1988, 1989, Verano 2002, Clausura 2005, Clausura 2013, Apertura 2014, Apertura 2018, Apertura 2023, Clausura 2024
- Coppa del Messico: 6

1954, 1955, 1964, 1965, 1974, Clausura 2019
- Supercoppa del Messico: 6

1955, 1976, 1988, 1989, 2005, 2019
- InterLiga: 1

2008

## Competizioni internazionali
- CONCACAF Champions' Cup/Champions League: 7  (record alla pari con il Cruz Azul)

1977, 1987, 1990, 1992, 2006, 2014-2015, 2015-2016
- CONCACAF Giants Cup: 1

2001
- Coppa Interamericana: 2

1977, 1990
- Campeones Cup: 1

2024

## Altri piazzamenti
- Campionato messicano:

Secondo posto: 1959-1960, 1961-1962, 1963-1964, 1966-1967, 1971-1972, 1990-1991, Clausura 2007, Apertura 2013, Apertura 2016, Apertura 2019
Terzo posto: 1962-1963, Apertura 2017
- Copa México:

Finalista: 1936-1937, 1944-1945, 1975-1976, 1990-1991
Semifinalista: 1945-1946, 1956-1957, 1965-1966
- Supercoppa del Messico:

Finalista: 1954, 1964, 1965, 1966, 1971, 1974, 2015
- InterLiga:

Finalista: 2004, 2007
- Supercopa MX:

Finalista: 2017
- Coppa Libertadores:

Semifinalista: 2000, 2002, 2008
- Coppa Sudamericana:

Finalista: 2007
- CONCACAF Champions' Cup/Champions League:

Finalista: 2021
Semifinalista: 2003, 2018, 2020, 2024
- Coppa del mondo per club FIFA:

Quarto posto: 2006, 2016
- Campeones Cup:

Finalista: 2019
- Leagues Cup:

Semifinalista: 2019